# Schwarzes Bilsenkraut
Das Schwarze Bilsenkraut (Hyoscyamus niger) ist eine Pflanzenart aus der Gattung der Bilsenkräuter innerhalb der Familie der Nachtschattengewächse (Solanaceae).

## Beschreibung

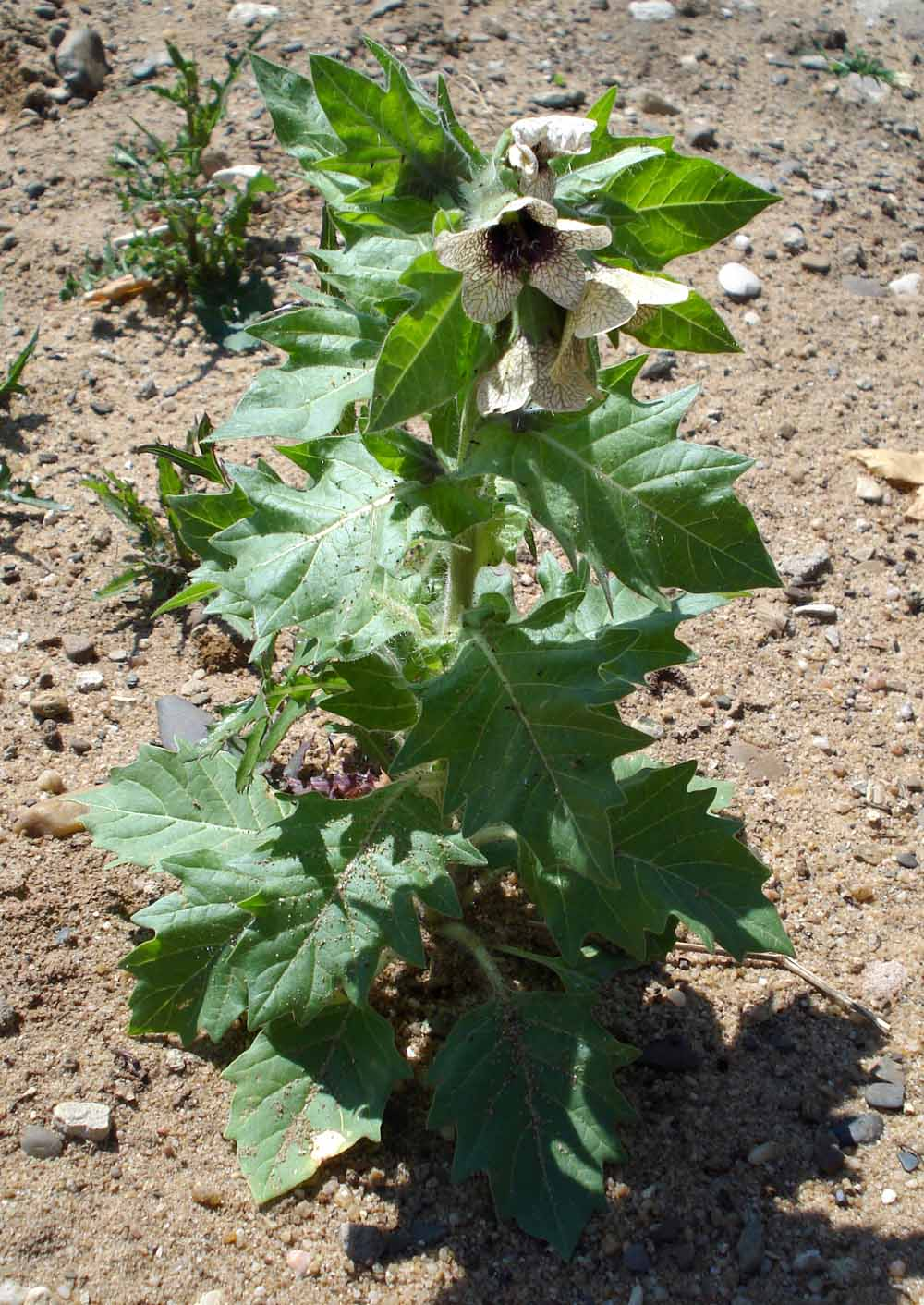
Habitus

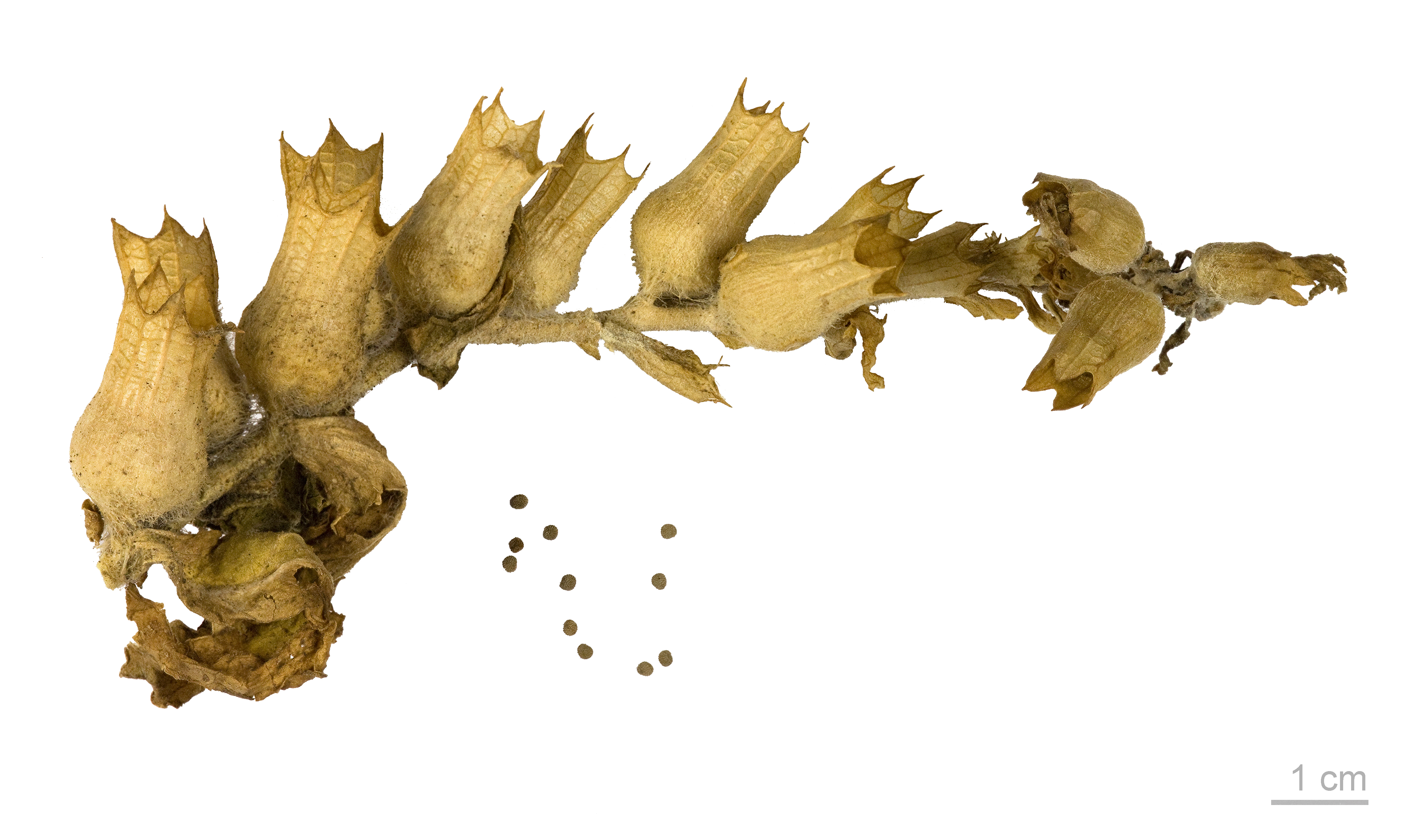
Früchte und Samen

### Vegetative Merkmale
Das Schwarze Bilsenkraut ist eine krautige Pflanze und kann – je nach Zeitpunkt der Keimung – ein- oder zweijährig sein. Bei zweijährigen Pflanzen erscheint im ersten Jahr nur eine Blattrosette. Im darauffolgenden Jahr kommt die Pflanze dann zum Blühen und bekommt Früchte. Den einjährigen Pflanzen fehlt oft der purpurne Blütenfarbstoff. Sie erreicht meist Wuchshöhen von 30 bis 60, in Extremfällen bis zu 170 Zentimetern. Die Wurzel ist spindelförmig und nach oben hin rübenförmig, der Stängel ist durch Drüsenhaare klebrig. Die Rosettenblätter sind gestielt, die Stängelblätter stängelumfassend. Die Blattspreiten sind länglich-eiförmig und grob buchtig gezähnt.

### Generative Merkmale
Die Blütezeit erstreckt sich im Wesentlichen über die Monate Juni bis Oktober. Die Blüten sind in den Blattachseln angeordnet. Die zwittrigen Blüten sind radiärsymmetrisch mit doppelter Blütenhülle. Die trichterförmige Blütenkrone ist schmutzig gelblich weiß und violett geadert. Der Kelch ist drüsig behaart mit 5 stechend zugespitzten Zähnen. Von den 5 Staubblättern sind 3 etwas länger als die beiden übrigen. Die Staubbeutel sind violett und die Staubfäden pfriemlich. Der Fruchtknoten ist eilänglich und seitlich etwas zusammengedrückt. Der Griffel ist im unteren Teil behaart; die Narbe ist kopfig. Die Frucht ist eine bauchige circa 1,5 Zentimeter lange Deckelkapsel, die vom Kelch umschlossen wird. Der Samen ist graubraun, grubig vertieft und circa 1 mal 1,3 Millimeter groß.
Die Chromosomenzahl beträgt 2n = 34, seltener 68.

## Ökologie
Das Schwarze Bilsenkraut ist einjährig (sommer- oder winterannuell) oder zweijährig. Durch seine klebrigen Drüsenhaare riecht es unangenehm; es wurzelt bis 55 Zentimeter tief.
Die Blüten sind homogame „Große Trichterblumen“. Es ist eine typische Langtagpflanze und blüht erst ab einer Tageslänge von mindestens 11 Stunden. Die Staubfäden sind am Grunde behaart und wirken als Saftdecke, die den Zugang zum Nektar erschwert; aber es bleiben drei spaltförmige Öffnungen frei. Der Nektar wird von den unteren Fruchtknotenhälften abgeschieden und im unteren Teil der Kronröhre gesammelt. Bestäuber sind Hummeln, aber auch andere Blütenbesucher. Außerdem kann es zur Selbstbestäubung kommen. Die Blütezeit erstreckt sich im Wesentlichen über die Monate Juni bis Oktober.
Die Früchte sind Deckelkapseln, die nach der Blüte auf einem kurzen starren Stiel stehen. Sie tragen 300 bis 400 Samen, selten bis 500 Samen pro Kapsel. Nach der Samenreife vergrößert sich der Kelch, wird zum Windfang, so dass die Kapsel bei starkem Wind zum Windstreuer wird. Durch den klebrig-drüsigen Kelch und die stachelspitzigen Kelchzipfel wird die Fruchtkapsel auch zum Tierstreuer. Es findet aber auch Menschenausbreitung statt, so dass die Pflanze zum Kulturbegleiter und Kulturrelikt wurde. Fruchtreife ist von August bis Oktober. Die Samen sind Wärmekeimer und bleiben über 600 Jahre keimfähig.

## Verbreitung und Standort
Das Schwarze Bilsenkraut ist in Eurasien und Afrika weit verbreitet: von Skandinavien bis Südeuropa, in Nord- und Westasien, in Nordindien und Nordafrika. In Deutschland, Österreich und der Schweiz ist das Schwarze Bilsenkraut sehr unstet zerstreut bis selten im ganzen Gebiet zu finden, auch da als gefährliche Giftpflanze meist unerwünscht. Auf der Roten Liste gefährdeter Pflanzen in Deutschland ist das Schwarze Bilsenkraut als „Gefährdet“ eingestuft. Die Art steigt in Graubünden im Ofengebiet bis 1650 Meter, im Kanton Wallis bis 1675 Meter und im Engadin bei Maloja bis 1860 Meter Meereshöhe auf.
Das Schwarze Bilsenkraut wächst in Schuttunkrautgesellschaften, an Wegrändern, Mauern usw. Es gedeiht am besten auf frischen, nährstoff- und stickstoffreichen Sand- oder lehmigen Böden. Es ist in Mitteleuropa eine Charakterart des Onopordetum acanthii (Eselsdistel-Flur, eine trockene und wärmeliebende Pflanzen-Assoziation mit der dominanten namengebenden Eselsdistel) aus dem Onopordion-Verband.
Die ökologischen Zeigerwerte nach Landolt et al. 2010 sind in der Schweiz: Feuchtezahl F = 2+ (frisch), Lichtzahl L = 4 (hell), Reaktionszahl R = 3 (schwach sauer bis neutral), Temperaturzahl T = 4+ (warm-kollin), Nährstoffzahl N = 5 (sehr nährstoffreich oder überdüngt), Kontinentalitätszahl K = 4 (subkontinental), Salztoleranz 1 = tolerant.

## Inhaltsstoffe und Giftigkeit

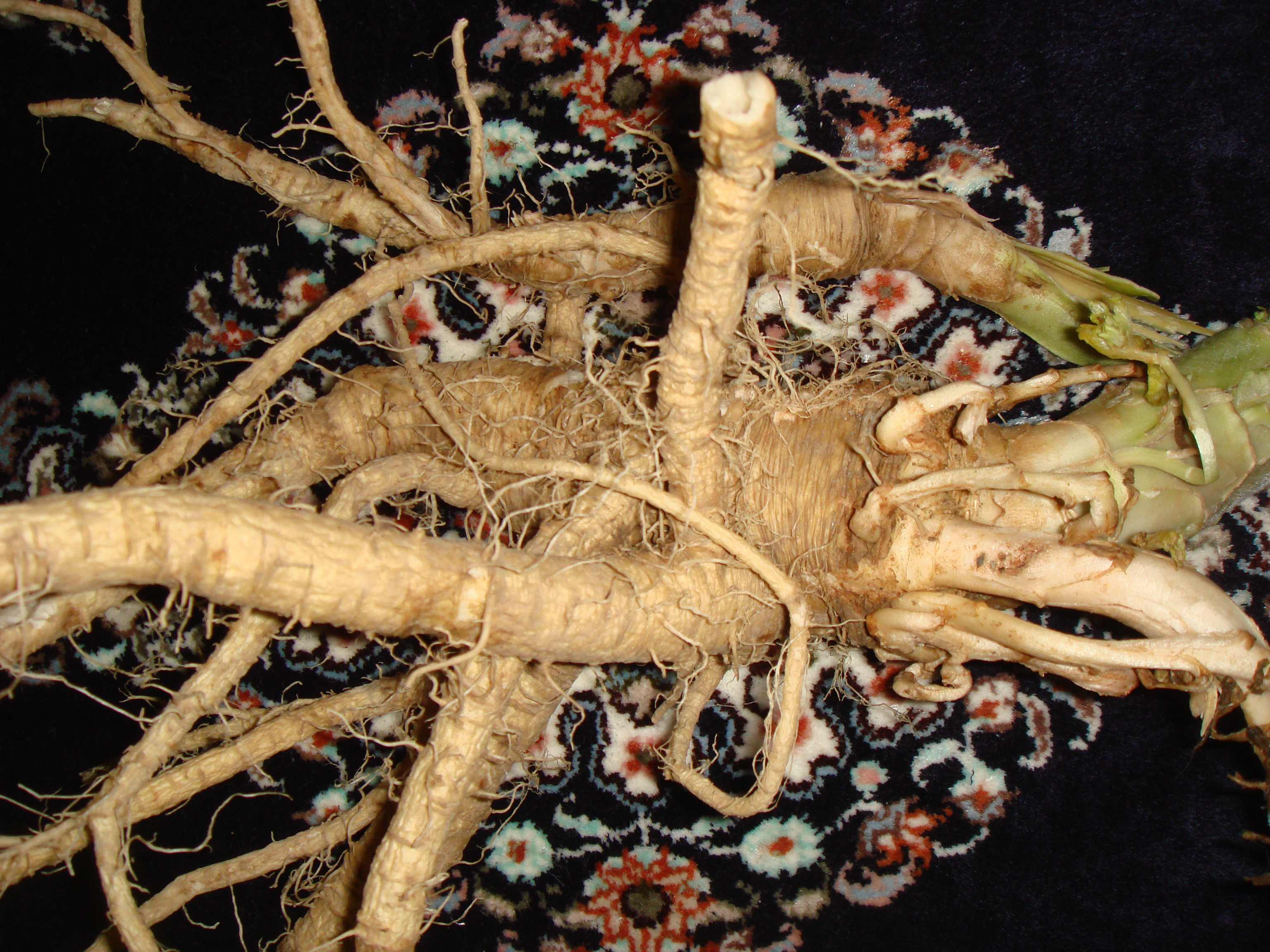
Unterirdische Pflanzenteile einer zweijährigen Pflanze

Alle Pflanzenteile sind giftig, besonders aber die unterirdischen Pflanzenteile und die Samen.
Hauptwirkstoffe: In den Blättern findet man einen Gesamtalkaloidgehalt von 0,06 bis 0,17 %, in den Wurzeln 0,08 %, in den Samen 0,05 bis 0,3 %. Dazu gehören die Alkaloide: (–)-Hyoscyamin (bei Isolierung entsteht das Racemat Atropin) und (–)-Scopolamin (stellen 40 % der Gesamtalkaloide dar) sowie weitere Alkaloide wie Apoatropin, Cuskhygrin und andere.
Mehltaupilze senken den Alkaloidgehalt der Pflanzenteile.
Da die Verwendungsmöglichkeit des Bilsenkrauts als Rauschmittel seit langem bekannt ist und sein Ruf als Hexensalbenzutat (Bilsenkraut bzw. Bilsenkrautöl war angeblich Bestandteil sogenannter „Hexensalben“) es für manche interessant macht, werden immer wieder Selbstversuche mit Extrakten des Bilsenkrauts vorgenommen. Da jedoch einerseits die Grenzwerte von berauschender und toxischer Dosis sehr nahe beieinander liegen und andererseits der Wirkstoffgehalt (bei variabler Wirkstoffzusammensetzung) drastisch schwankt, können sehr schnell schwere Vergiftungen auftreten, die aufgrund der hohen Toxizität der Stoffe auch tödlich enden können. Die tödliche Dosis liegt bei Scopolamin bei 50 mg, niedrigere Dosen können jedoch bereits durch Atemlähmung den Tod herbeiführen.
Vergiftungssymptome: Hautrötung, trockener Mund, Unruhe, Schläfrigkeit oder Halluzinationen, Verwirrtheit, Pupillenerweiterung, Herzrhythmusstörungen und komatöse Zustände, Bewusstlosigkeit und Tod durch Atemlähmung.
Die Rauschwirkung kann mehrere Tage bis zu einer Woche anhalten. Irreversible Schäden wie Gedächtnisverluste und Verhaltensstörungen können aufgrund der Neurotoxizität der Inhaltsstoffe auftreten.

## Heilkundliche Anwendung

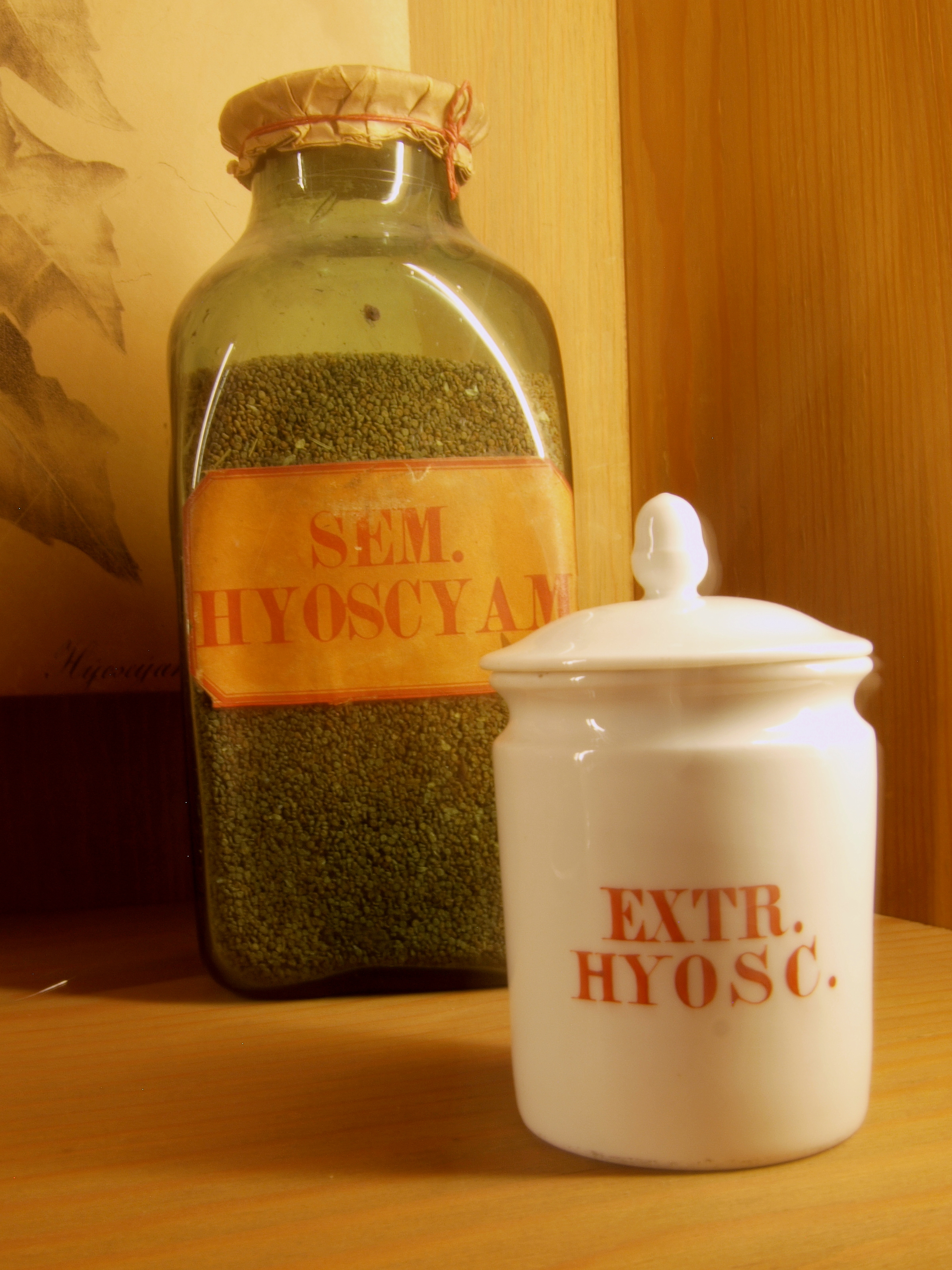
Apothekengefäße für Hyoscyamuspräparate aus dem 19. Jahrhundert

Seit dem Altertum wird das Bilsenkraut medizinisch und pharmazeutisch verwendet, insbesondere zur Schmerzstillung, aber spätestens seit den Hippokratikern auch zur Behandlung von Geschwüren und Geschwülsten sowie weiteren Leiden. Eine 2024 in der Fachzeitschrift Antiquity veröffentlichte Studie beschreibt, dass ein auf die Zeit zwischen 70 und 100 n. Chr. datierter Fund eines mit Samen des Schwarzen Bilsenkrauts gefüllten Aufbewahrungsbehälters in Form eines ausgehöhlten tierischen Oberschenkelknochens in der Ausgrabungsstätte Houten-Castellum den ältesten bekannten Beweis für die vorsätzliche Sammlung und Verwendung der Pflanze durch den Menschen darstellt.
Vor allem das Öl aus den Samen des Bilsenkrauts wurde (neben Opium) als Schmerzmittel eingesetzt, etwa zur Therapie von Zahnschmerzen und als Bestandteil von Einreibungsmitteln bei Rheuma.
Zur Anwendung gelangte in den europäischen Apotheken sowohl das Schwarze Bilsenkraut als auch das Weiße Bilsenkraut, wobei die Weiße Bilse als weniger gefährlich galt. Bereits in Antike und Mittelalter wurde vom Schwarzen Bilsenkraut abgeraten, so dass für die medizinischen Anwendungen eher Hyoscyamus albus (Weißes Bilsenkraut) bzw. Hyoscyamus muticus (Ägyptisches Bilsenkraut), Hyoscyamus aureus und Hyoscyamus reticulatus (Rotes Bilsenkraut) sowie Hyoscyamus pallidus, als bis in die Frühe Neuzeit übliche Bilsenkraut-Arten angesehen werden können.
Im Mittelalter findet sich die volksmedizinische Verwendung des Bilsenkrautöls als Zusatz zu einem bei schmerzhaften Befall mit dem „Zahnwurm“ eingesetzten Arzneimittel. Bilsenkraut wurde in einem Kommentar von 1874 zum Deutschen Arzneibuch als ein dem Opium ähnlich, aber weniger verstopfend wirkendes Narkotikum beschrieben.
Früher und in der Volksheilkunde wurde die narkotisch und halluzinogen wirkende Pflanze als krampflösendes Mittel und als Räuchermittel bei Asthma bronchiale eingesetzt. Die Blätter und auch die leicht dosierbaren Samen des Bilsenkrautes werden wegen ihres berauschenden Effekts geraucht. Heute ist der direkte Einsatz als obsolet anzusehen, da der Wirkstoffgehalt stark schwankt und es häufig zu Vergiftungen kam.

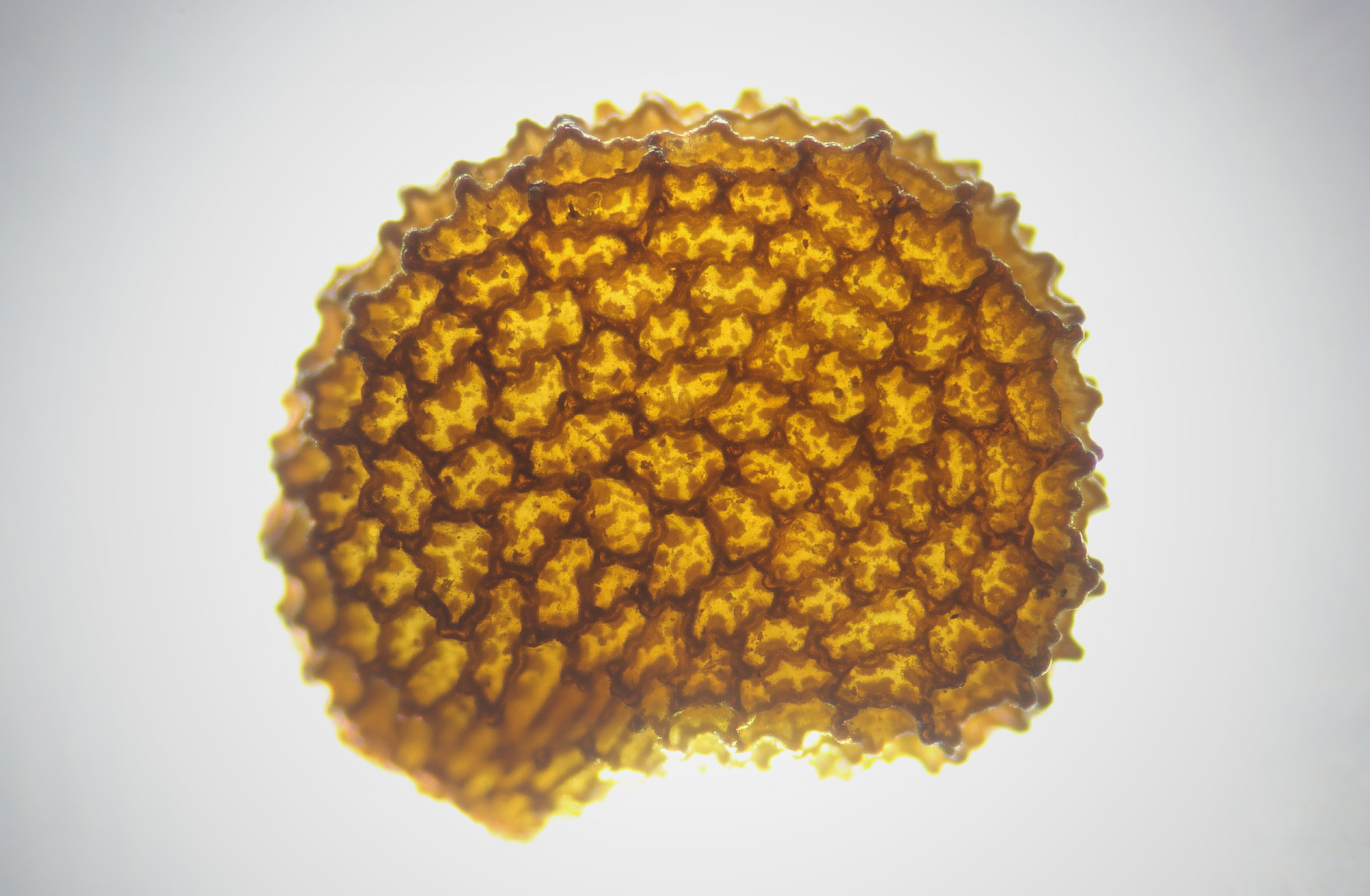
Samenkorn, mikroskopisch im Durchlicht

Bis ins 17. Jahrhundert wurde auch Bier mit den Samen des Bilsenkrautes versetzt, um seine Wirkung zu verstärken. In einer Trinkszene des deutschen Volksbuchs Der abenteuerliche Simplicissimus von 1668 heißt es „zuletzt dürmelten sie alle herum, als wenn sie Bilsensamen genossen hätten.“
Verschiedentlich wurde angegeben, dass der Name der Stadt Pilsen, aus der das bekannte Pilsner Bier stammt, in Zusammenhang mit dem Anbau des Bilsenkrauts („Pilsenkraut“, von mittelhochdeutsch auch bilse) stehe. Diese (volks-)etymologische Zuordnung ist jedoch umstritten.
Literarisch gewann das Bilsenkraut in den deutschen Shakespeare-Übersetzungen an Publizität, indem das Gift Hebenon, mit dem Hamlets Onkel dessen Vater vergiftete, als Bilsenkraut übersetzt wurde – die eigentliche Interpretation von Hebenon bleibt jedoch umstritten:

„Da ich im Garten schlief
Beschlich dein Oheim meine sich’re Stunde
Mit Saft verfluchten Bilsenkrauts im Fläschchen
Und träufelt’ in den Eingang meines Ohres
Das schwärende Getränk!“

Extrakte des Bilsenkrauts wurden manchmal auch bei der Herstellung von Laudanum verwendet.
In der Homöopathie wird zur Herstellung der Urtinktur des Bilsenkrauts die ganze Pflanze im blühenden Zustand verwendet.

## Etymologie und Trivialnamen
Das Wort Bilsenkraut (mittelhochdeutsch bilse, althochdeutsch bilsa: Schwarzes Bilsenkraut) wurde in Bezug auf die weißen Samenkapseln (Bilsensamen, von mittelhochdeutsch bilsensāme) auf indogermanisch bhel („weißlich“ oder „sich ballen“) zurückgeführt. Andere Deutungen beziehen sich auf germanisch bil (im Sinne von „Wunderkraft, Wunderzeichen“) von indogermanisch bhel im Sinne von „Fantasie“.
Das Bilsenkraut, insbesondere das Schwarze Bilsenkraut wurde unter anderem auch Hexenkraut, Tollkraut, Dollkraut, Rasewurz, Zigeunerkraut, Saukraut, Schlafkraut, Teufelswurz, Wolfskraut genannt. Weiter Bezeichnungen waren (Herba) Appollinaris und (für die Bilsensamen) Jusquiamus.

## Geschichte

### Historische Abbildungen

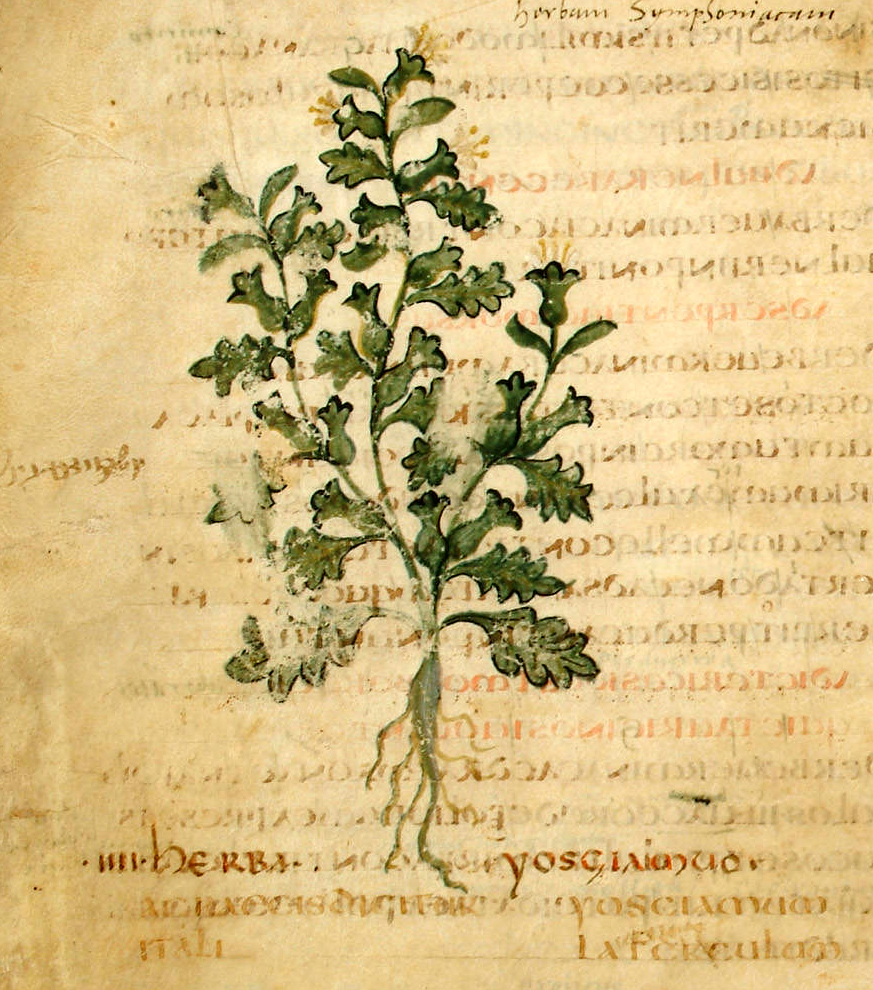
Pseudo-Apuleius Leiden 6. Jh.
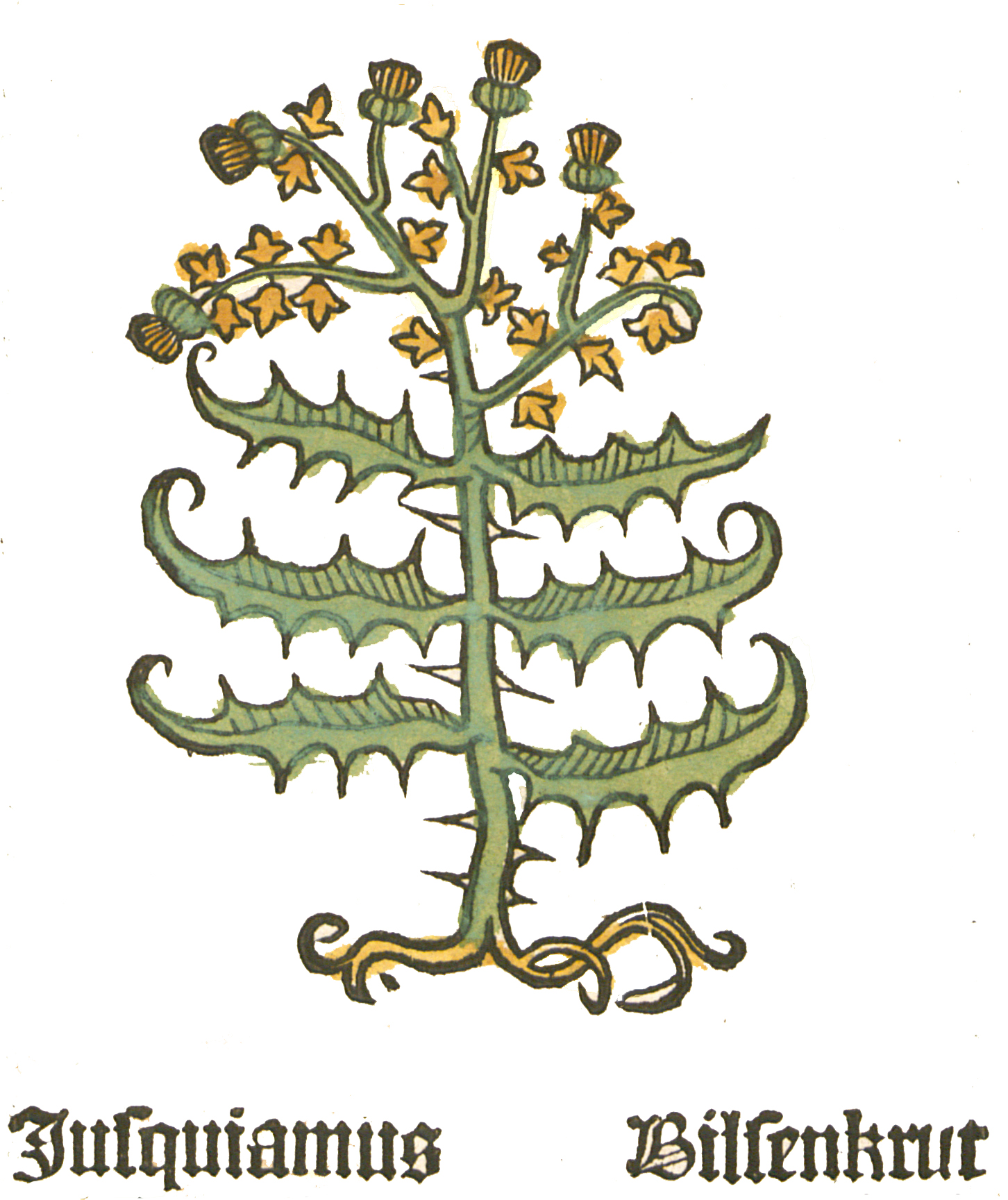
Herbarius Moguntinus 1484
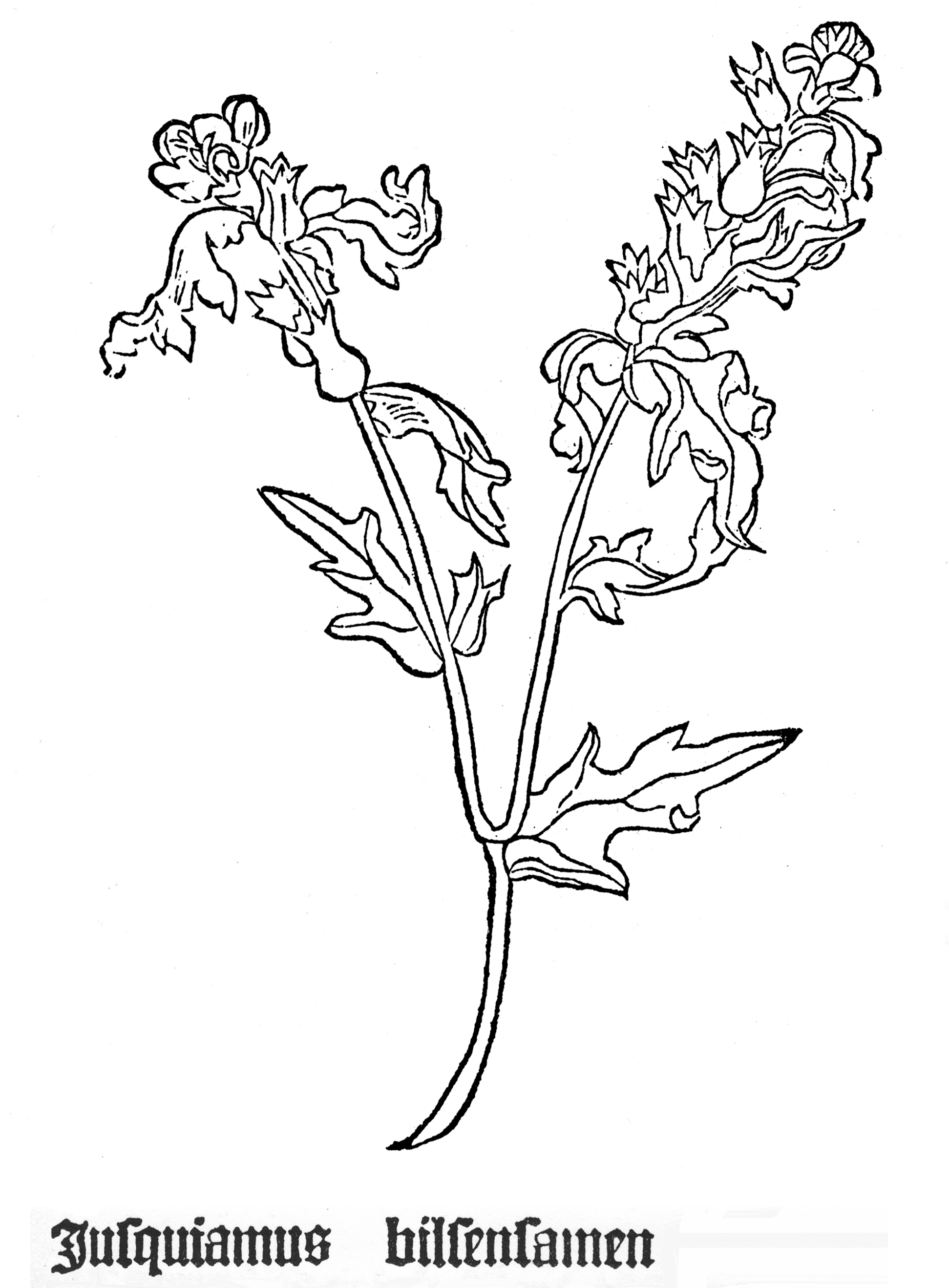
Gart der Gesundheit 1485
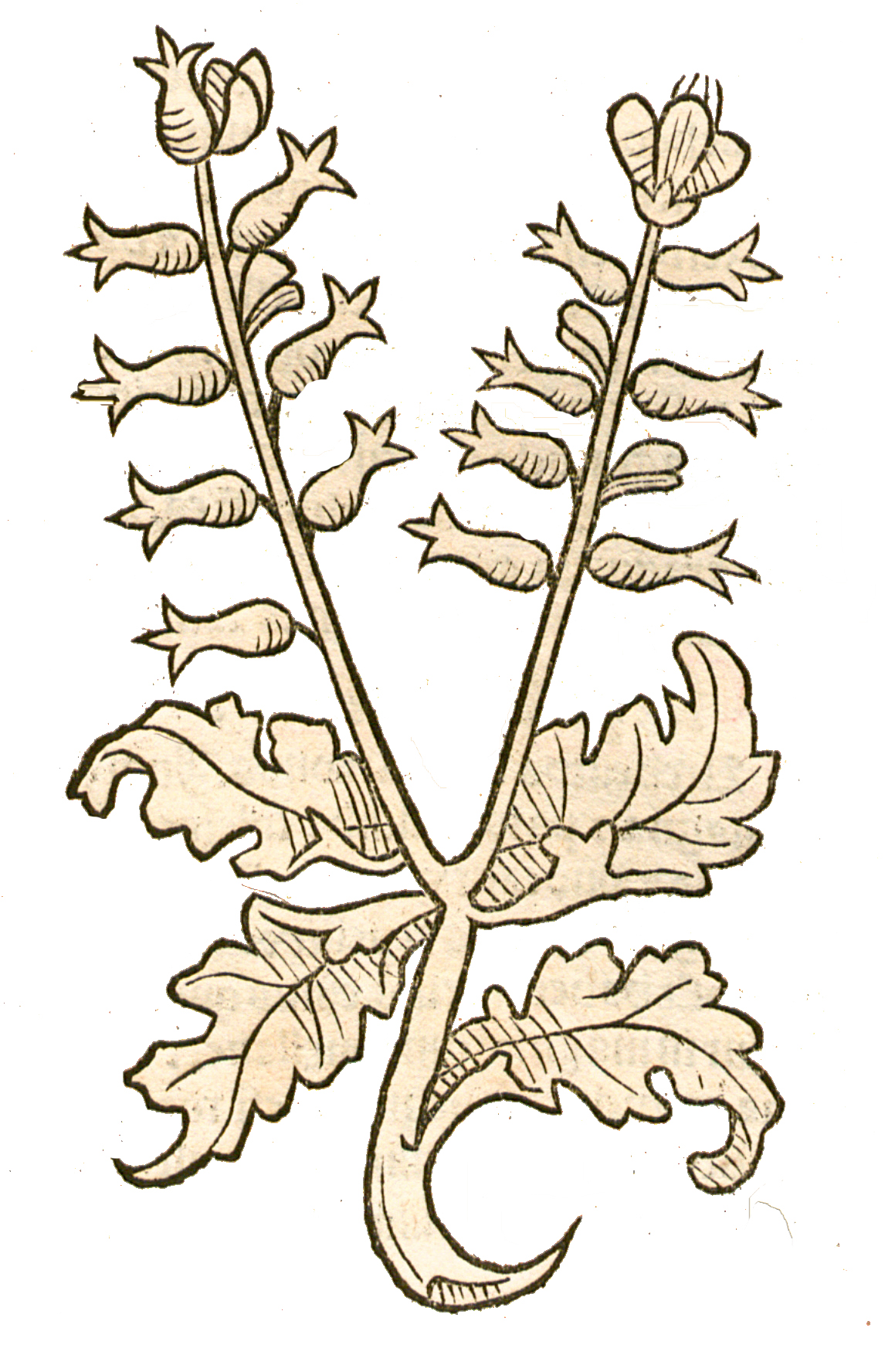
Hortus sanitatis 1491
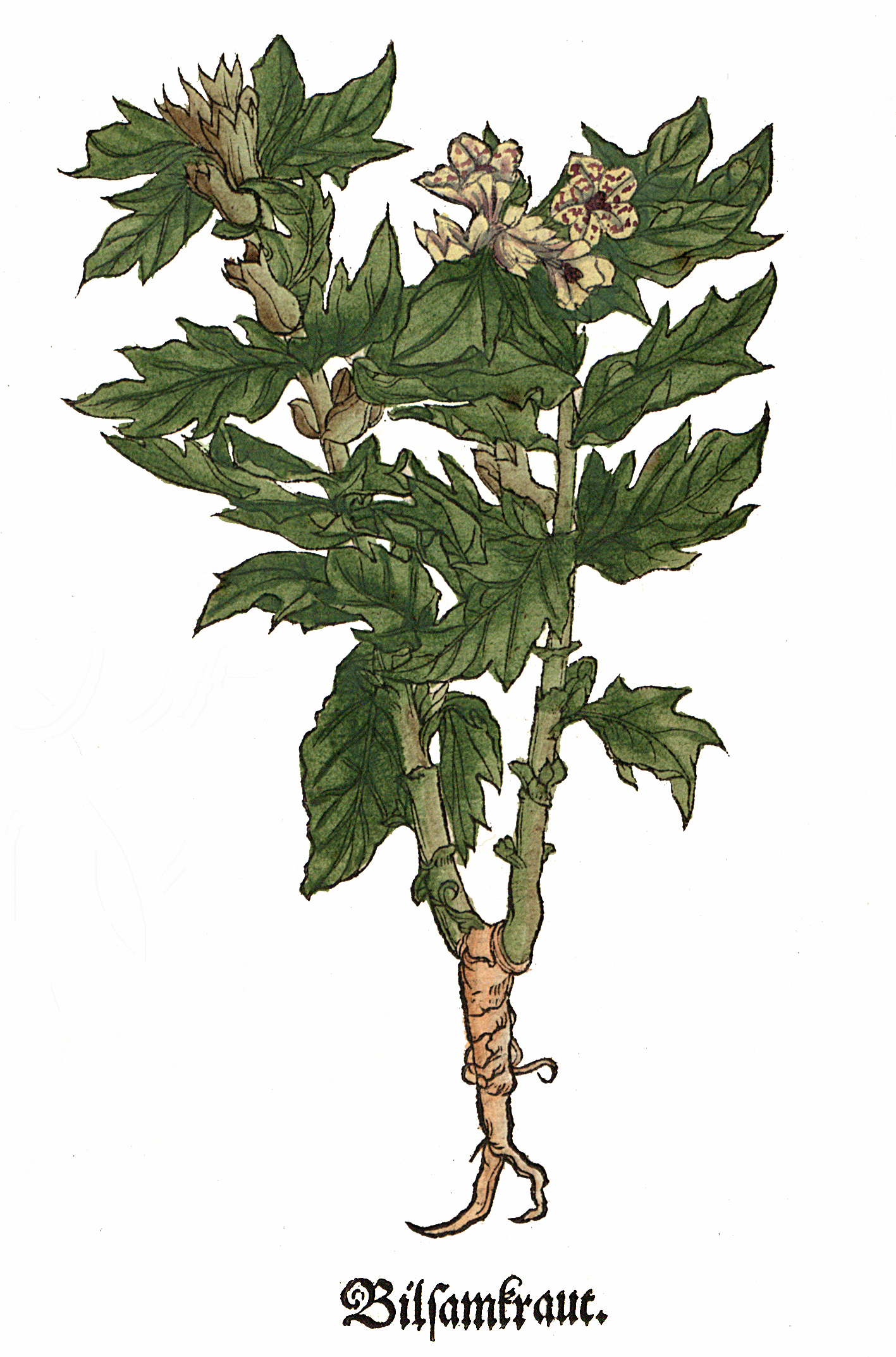
Otto Brunfels 1532
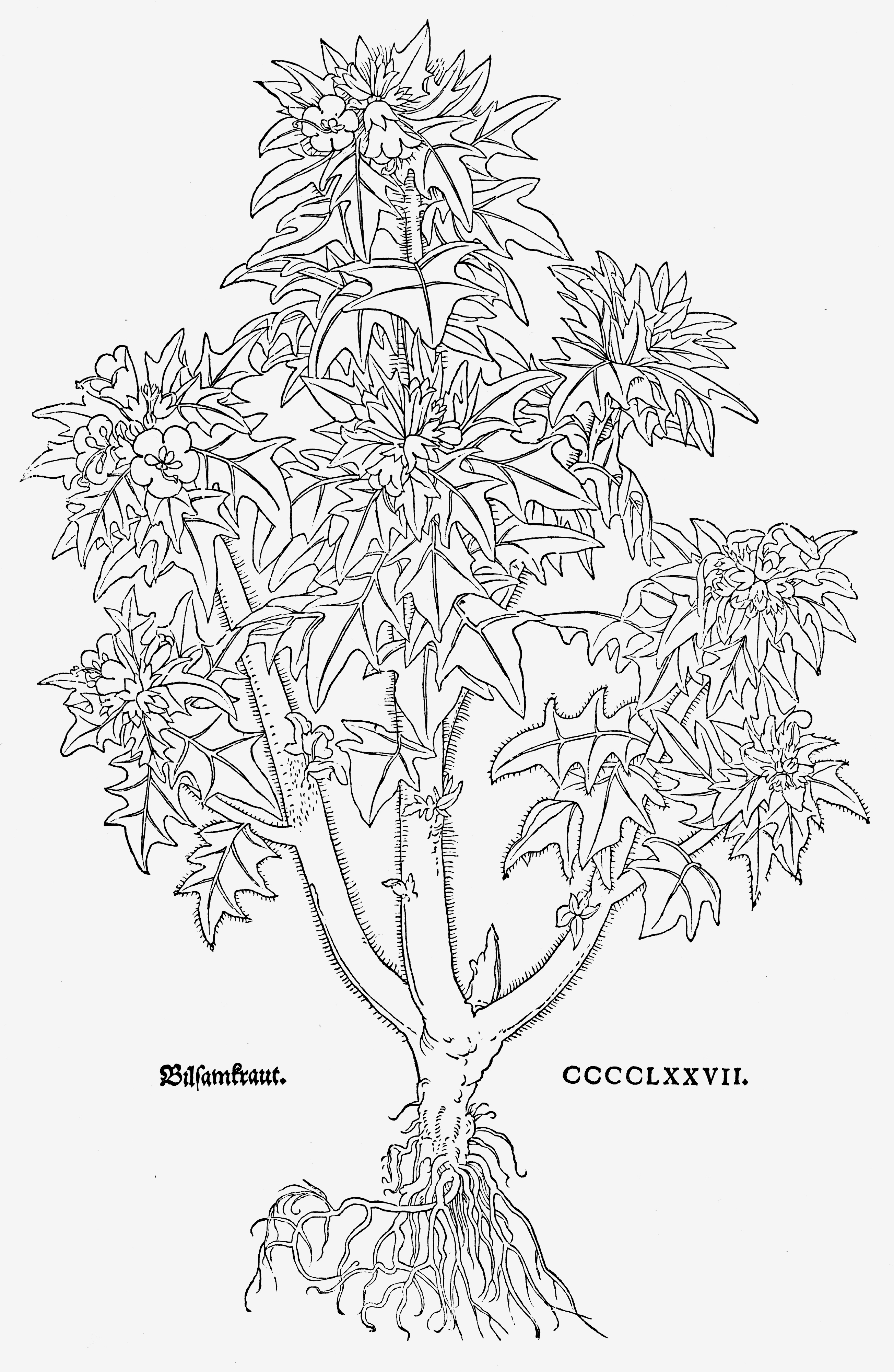
Leonhart Fuchs 1543
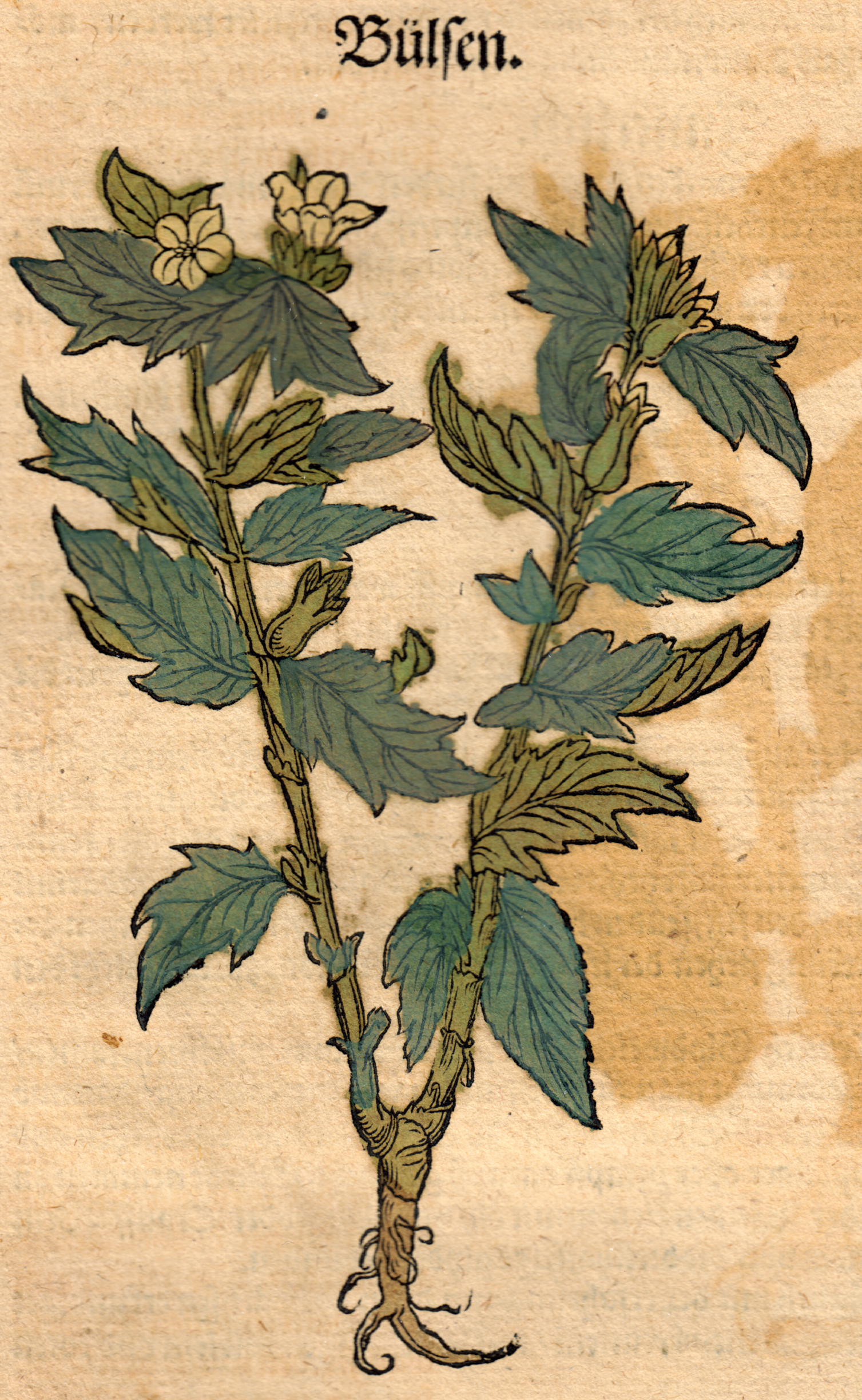
Hieronymus Bock 1546 Hyoscyamus niger
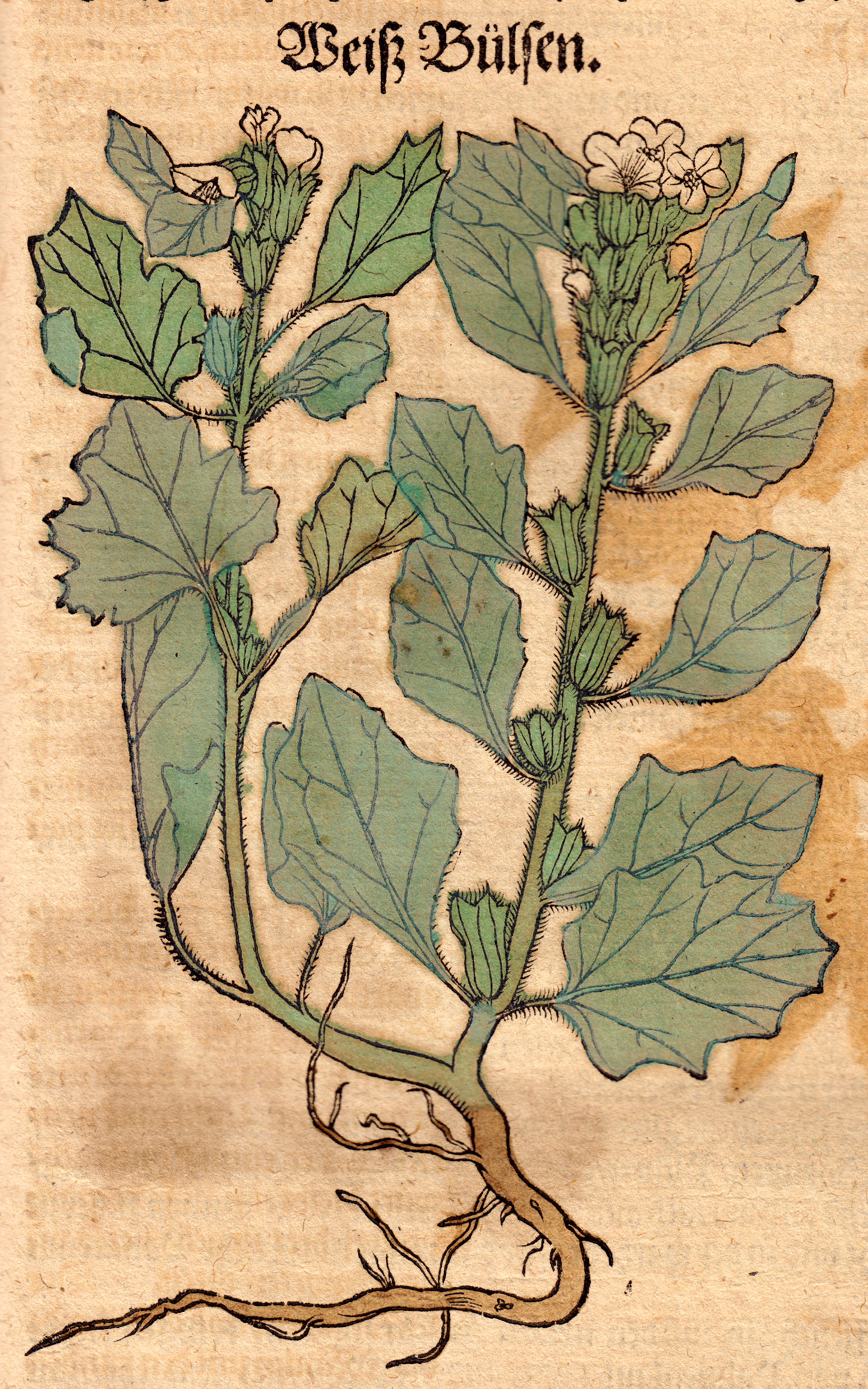
Hieronymus Bock 1546 Hyoscyamus albus
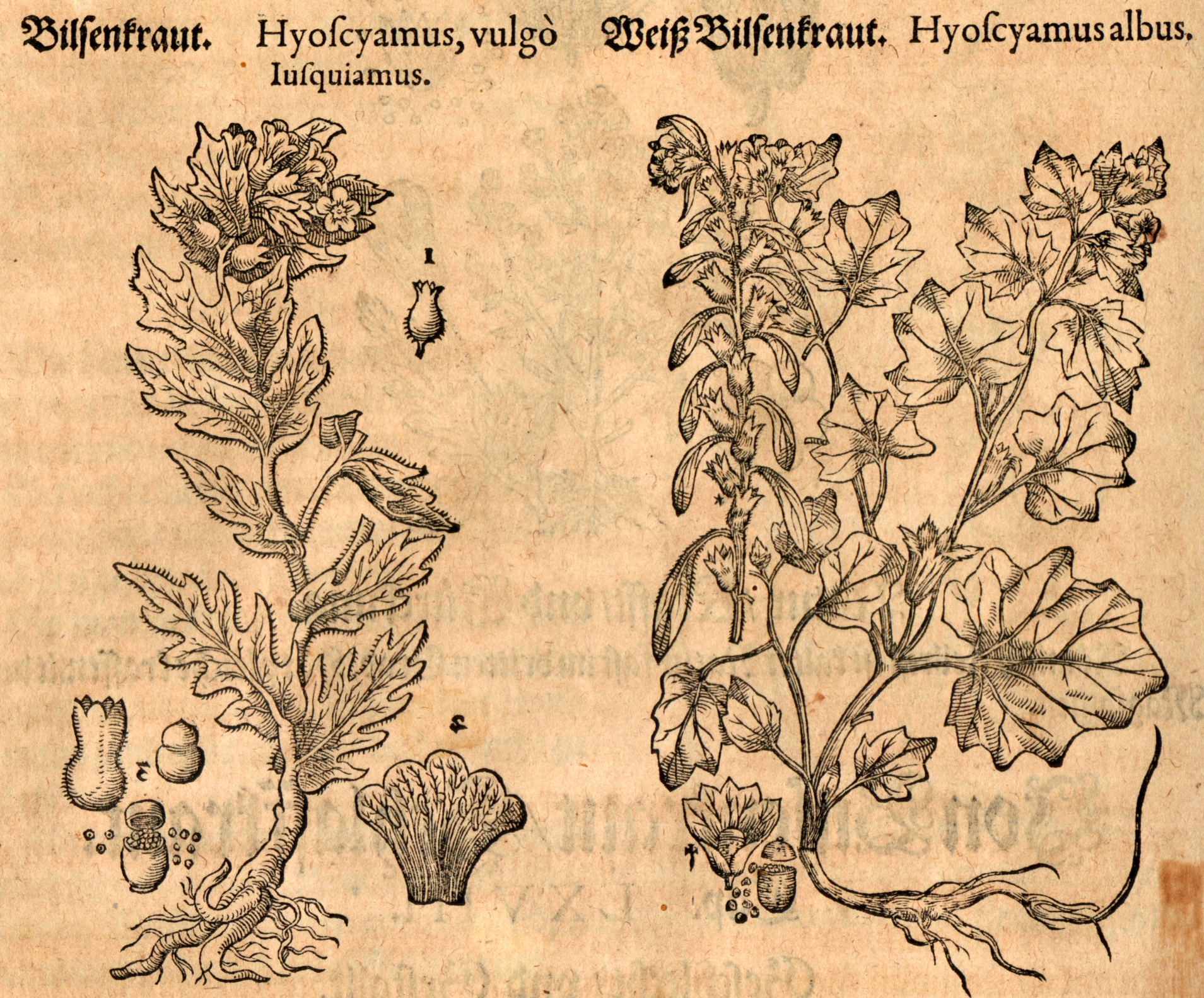
Mattioli / Handsch / Camerarius 1586 ........... Links: Hyoscyamus niger Re.: Hyoscyamus albus
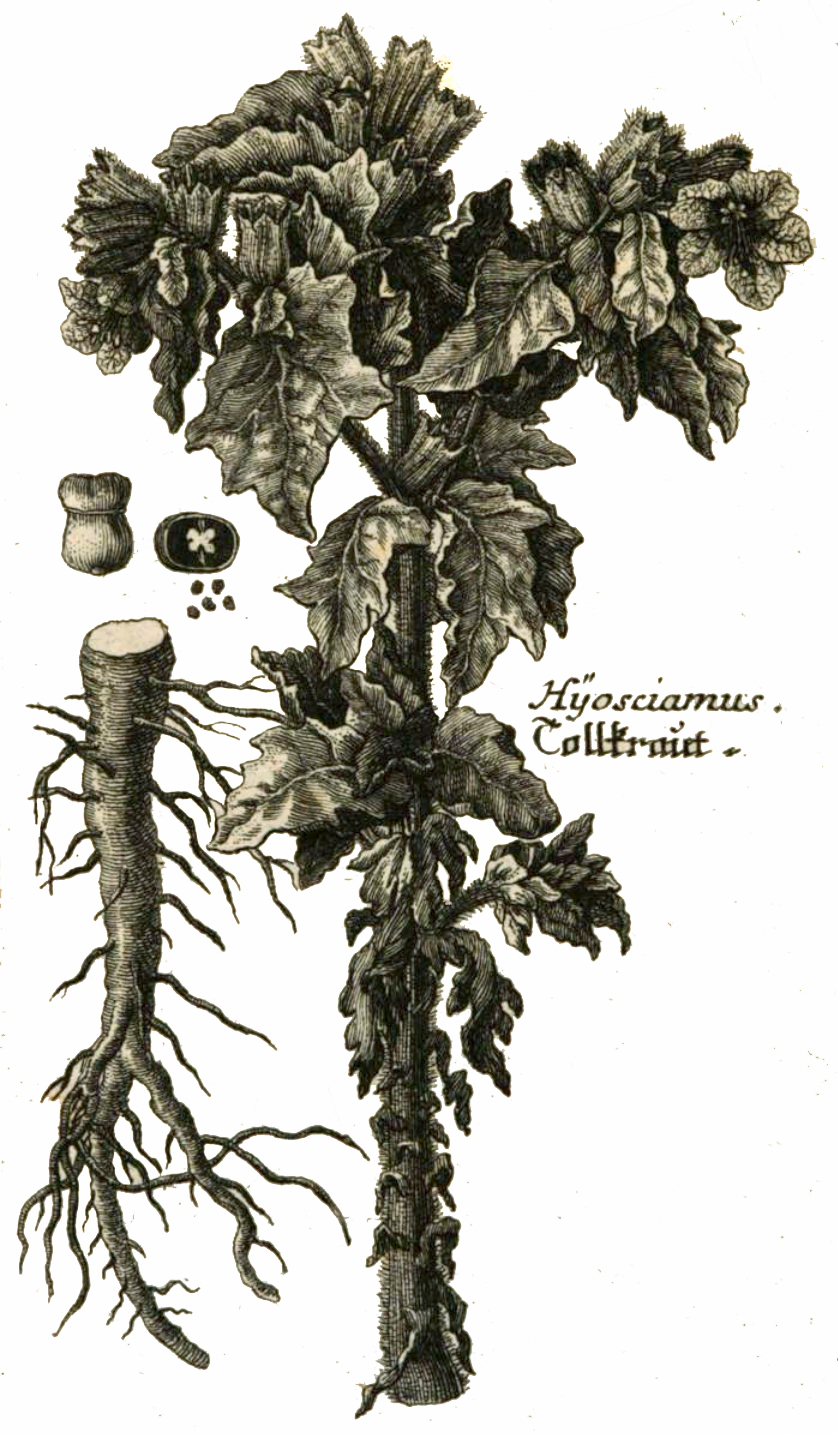
Störck 1763 Hyoscyamus niger
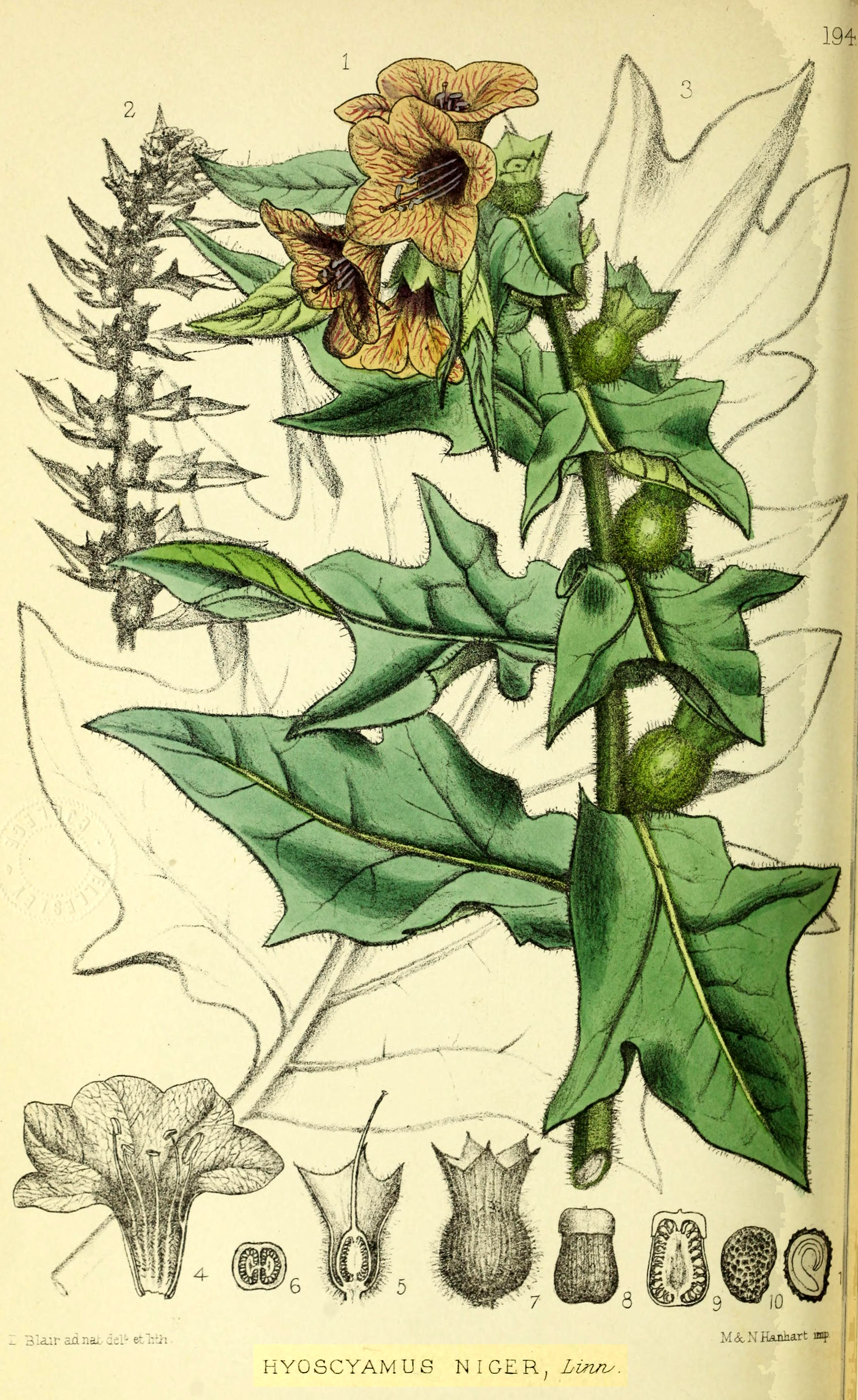
Bentley / Trimen 1880 Hyoscyamus niger
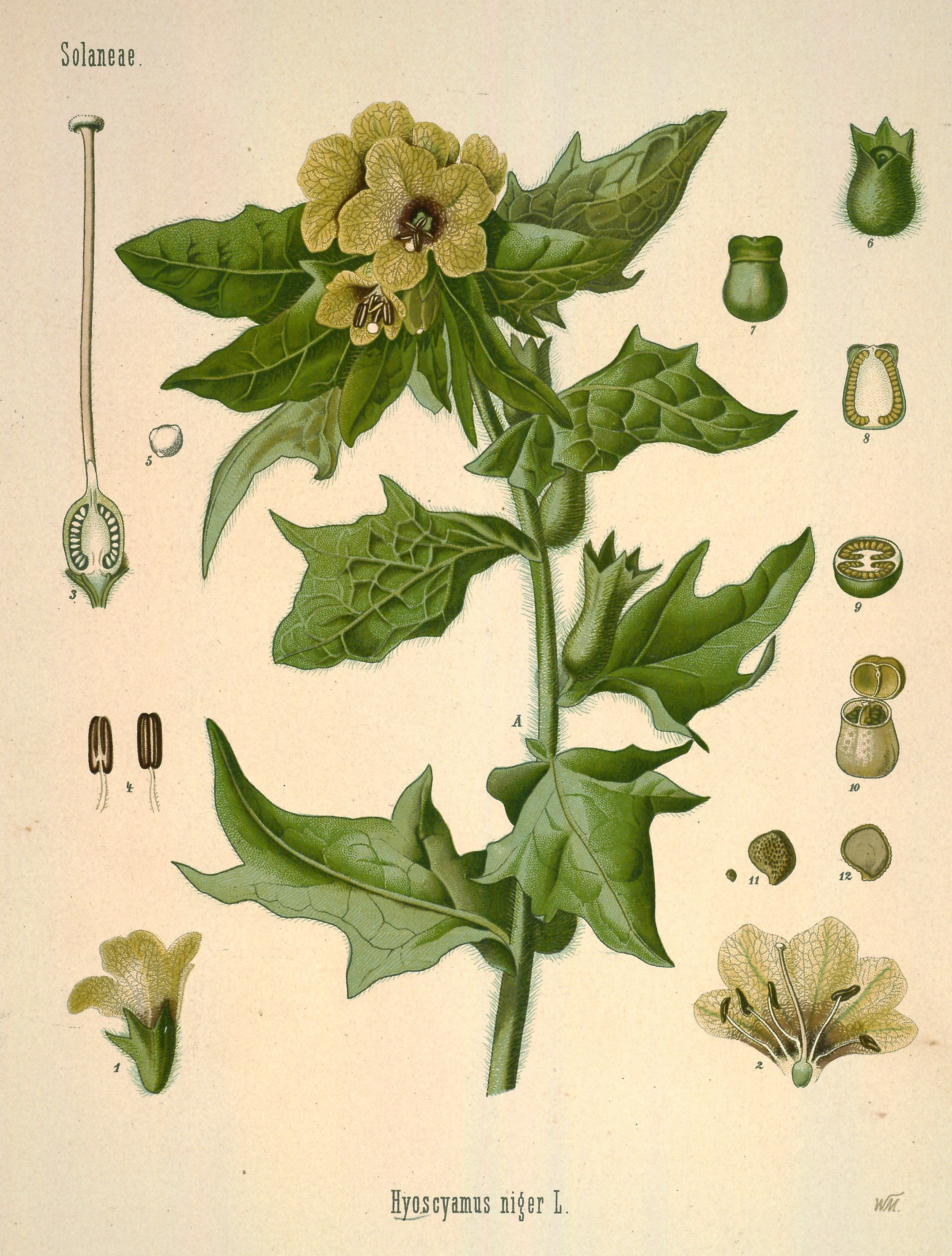
Köhler’s Medizinal-Pflanzen 1887 Hyoscyamus niger